# Flughafen Kandahar

i7
i11
i13
Der Flughafen Kandahar (IATA-Code: KDH, ICAO-Code: OAKN) ist ein militärisch und zivil genutzter Flughafen in der Stadt Kandahar in Afghanistan. Er befindet sich 16,7 km südöstlich von Kandahar und ist 69 km von der pakistanischen Grenze entfernt.
Im Dezember 2015 griffen die Taliban den Flughafen an; dutzende Menschen starben. Am 1. August 2021 wurde der Flughafen nach dem Ende der Resolute-Support-Mission von drei Raketen der Taliban getroffen.
Die US-Streitkräfte nutzten den militärischen Teil des Flughafens als Stützpunkt, der danach von der Afghanischen Nationalarmee übernommen wurde. Die Afghanische Nationalpolizei war für die Sicherheit am zivilen Terminal des Flughafens zuständig.

## Fracht
| Fluggesellschaft  | Ziele |
| ----------------- | ----- |
| Silk Way Airlines | Baku  |